# Mer de Somov
La mer de Somov est une mer de l’océan Pacifique située près de l'Antarctique, approximativement entre 150° et 170° Est, au nord des côtes de la terre de Oates. À l'ouest se trouve la mer d'Urville, et à l'est la mer de Ross. Les îles Balleny sont situées à 240 km de la côte de la mer de Somov.
La mer a été nommée en l'honneur de l'océanographe et explorateur polaire russe Mikhaïl Somov.